# ポンテアレーアス

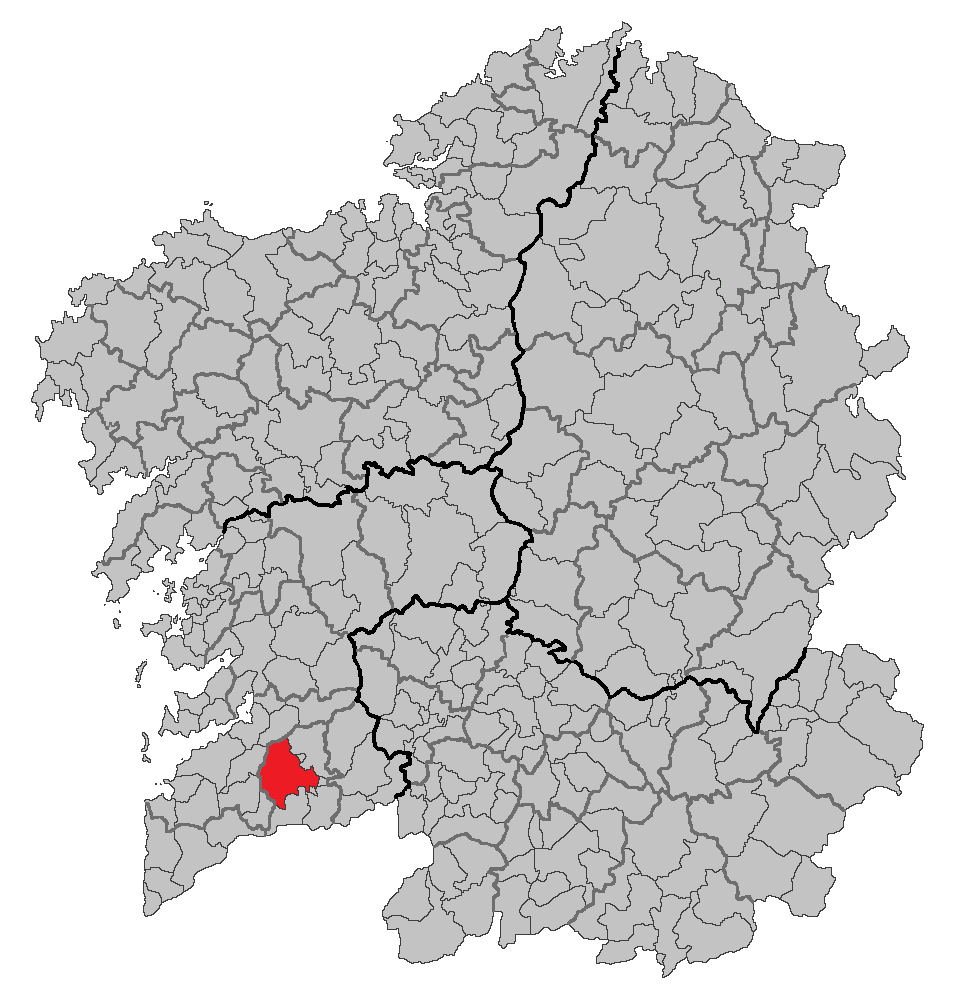
ガリシア州内の位置

ポンテアレーアス（Ponteareas）は、スペイン、ガリシア州、ポンテベドラ県の自治体。コマルカ・ド・コンダードに属する。ガリシア統計局によると、面積は125.56 km²で、2012年の人口は23,409人（2010年：23,316人、2009年：23,172人）。住民呼称はponteareán/-eá。カスティーリャ語による表記はPuenteareas（プエンテアレーアス）
ガリシア語話者の自治体人口に占める割合は93.33%（2001年）。

## 地理
ポンテアレーアスは、ポンテベドラ県の南部、コマルカ・ド・コンダードに属する。北はパソス・デ・ボルベン、東がモンダリス、モンダリス＝バルネアリオ、南がアス・ネベス、サルバテーラ・デ・ミーニョ、サルセーダ・デ・カセーラス、西がオ・ポリーニョ、モスである。自治体中心地区はポンテアレーアス教区のポンテアレーアス地区。

### 人口
| ポンテアレーアスの人口推移 1900－2010                   |
|                                                         |
| 出典:INE（スペイン国立統計局）1900年 - 1991年、1996年 - |

## 政治
自治体首長は、ガリシア国民党（PPdeG）のサルバドール・ゴンサーレス・ソージャ（Salvador González Solla）、自治体評議員はガリシア国民党：9、ガリシア民族主義ブロック（BNG）:5、ACIP：5、ガリシア社会党（PSdeG-PSOE）：4となっている（2011年5月22日の自治体選挙結果、得票順）。
| 1999年6月13日自治体選挙。 |        |         |          |
| 政党                      | 得票数 | 得票率  | 獲得議席 |
| UCPA                      | 4,319  | 39.67 % | 7        |
| PPdeG                     | 2,867  | 26.33 % | 5        |
| BNG                       | 2,250  | 20.67 % | 3        |
| PSdeG-PSOE                | 1,338  | 12.29 % | 2        |
| EU-IU                     | 52     | 0.48 %  | 0        |

| 2003年5月25日自治体選挙 |        |         |          |
| 政党                    | 得票数 | 得票率  | 獲得議席 |
| UCPA                    | 3,359  | 28.58 % | 5        |
| PPdeG                   | 3,131  | 26.64 % | 5        |
| BNG                     | 3,255  | 27.70 % | 5        |
| PSdeG-PSOE              | 1,432  | 12.19 % | 2        |

| 2007年5月27日自治体選挙 |        |         |          |
| 政党                    | 得票数 | 得票率  | 獲得議席 |
| BNG                     | 3,584  | 28.22 % | 6        |
| PPdeG                   | 3,319  | 26.14 % | 6        |
| UCPA                    | 2,898  | 22.82 % | 5        |
| PSdeG-PSOE              | 2,352  | 18.53 % | 4        |

| 2011年5月22日自治体選挙 |        |        |          |
| 政党                    | 得票数 | 得票率 | 獲得議席 |
| PPdeG                   | 4,844  | 39.88% | 9        |
| BNG                     | 2,664  | 21.93% | 5        |
| ACIP                    | 2,046  | 16.84% | 5        |
| PSdeG-PSOE              | 1,811  | 14.91% | 4        |

## 教区
ポンテアレーアスは24の教区に分けられている。太字は自治体中心地区のある教区。
- アンゴアーレス（サン・ペドロ）
- アルコス（サン・ブレイショ）
- アレーアス（サンタ・マリーア）
- アルノーソ（サン・ロウレンソ）
- ブガリン（サンタ・クリスティーナ）
- セレイロス（サン・フィンス）
- クリスティニャーデ（サン・サルバドール）
- クミアール（サント・エステーボ）
- フォンテンラ（サン・マメーデ）
- フォサーラ（サン・バルトロメウ）
- ギジャーデ（サン・ミゲル）
- グランス（サン・シュリアン）
- モレイラ（サン・マルティーニョ）
- ノゲイラ（サン・サルバドール）
- オリベイラ（サンティアーゴ）
- パドロンス（サン・サルバドール）
- パレーデス（サン・シブラン）
- ピーアス（サンタ・マリーニャ）
- ポンテアレーアス（サン・ミゲル）
- プラード（サン・ニコラーオ）
- リバデテーア（サン・シュルショ）
- サン・ロウレンソ・デ・オリベイラ（サン・ロウレンソ）
- サン・マテーオ・デ・オリベイラ（サン・マテーオ）
- シンソ（サンタ・マリーニャ）

## 姉妹都市
- ニューポート、グレートブリテン及び北アイルランド連合王国
- Monòver、アリカンテ県、スペイン
- ラ・オロターバ（La Orotava）、サンタ・クルス・デ・テネリフェ県、スペイン

出典：ガリシア国際情報分析研究所（IGADI）